# Paraliparis cephalus
Paraliparis cephalus és una espècie de peix pertanyent a la família dels lipàrids.

## Descripció
- El mascle fa 8,2 cm de llargària màxima i la femella 8,4.
- Nombre de vèrtebres: 57-63.
- Pell transparent.
- Peritoneu de color negre.[5][6]

## Hàbitat
És un peix marí i batidemersal que viu entre 294 i 1.800 m de fondària.

## Distribució geogràfica
Es troba al Pacífic nord: des de les illes del Comandant i el nord de la Colúmbia Britànica fins al sud de Califòrnia (els Estats Units).

## Observacions
És inofensiu per als humans.